# سارة موراي جوردان
سارة موراي جوردان (20 أكتوبر 1884 - 21 نوفمبر 1959)، أخصائية أمريكية في أمراض الجهاز الهضمي والرئيسة السابقة للجمعية الأمريكية لأمراض السبيل الهضمي. زاولت المهنة إلى حد كبير في بوسطن وتخصصت في الداء القرحي الهضمي وسرطان المعدة.

## بداية حياتها
ولدت سارة موراي في نيوتن ماساتشوستس في عام 1884. وكان والدها باتريك أندرو موراي عامل إصلاح عربات إيرلندي، بينما كانت والدتها ماريا ستيوارت نصف إنجليزية ونصف اسكوتلندية. التحقت سارة موراي في كلية رادكليف في عام 1901 وحصلت على درجة البكالوريوس في الكلاسيكيات في عام 1904. وعلى الرغم من أنها كانت تطمح إلى دراسة الطب إلا أن والديها ثنيا عليها لذا أكملت درجة الدكتوراه في فقه اللغة وعلم الآثار في جامعة ميونخ. تزوجت سيباستيان جوردان وهو محامي ألماني في عام 1913 وولدت ابنتهما ماري ستيوارت جوردان في عام 1914. وعادت موراي إلى الولايات المتحدة الأمريكية عند اندلاع الحرب العالمية الأولى وقد تطلقت من جوردان في عام 1921.

## مسيرتها المهنية الطبية
قررت جوردان دخول كلية الطب في عام 1917 وتم قبولها بكلية الطب في جامعة تافتس تحت التجربة بموجب الاتفاق أنها ستدرس فصول الكيمياء الحيوية وعلم الحيوان بالإضافة إلى الطب. عندما لم يتم رفع الفترة التجريبية عنها بالرغم من دراستها للفصول الإضافية المطلوبة فقد دعت إلى إجراء تحقيق من قبل الجمعية الطبية الأمريكية (AMA) وتم رفع الفترة التجريبية عنها. وقد قامت عندما كانت طالبة بإجراء بحث عن الغدة الدرقية مع فرانك لاهي وشاركا في تأليف ورقة بحثية قبل تخرج جوردان عام 1921.
أكملت جوردان فترة تدريبها في مستشفى وورسيستر التذكاري قبل الانتقال إلى شيكاغو للتدريب في أمراض الجهاز الهضمي مع بيرترام ويلتون سيبي في كلية راش للطب. افتتحت عيادتها الخاصة في بروكلين ماساتشوستس بعد انتهاء فترة تدريبها. وانضمت إلى لاهي في عيادته الخاصة في بوسطن عام 1923 لتصبح أخصائية الأمراض الهضمية الرئيسية هناك. وكما تم تعيينها في هيئة تحرير مجلة أمراض الجهاز الهضمي والتغذية في عام 1934 والتي كانت في ذلك الوقت النشرة الرسمية للجمعية الأمريكية لأمراض الجهاز الهضمي (AGA). وتم انتخابها رئيسة للجمعية في عام 1942 لتصبح أول امرأة تشغل هذا المنصب كما استمرت فيه لفترة أخرى في عام 1943. شاركت في قسم AMA لأمراض الجهاز الهضمي من عام 1941 إلى عام 1948 وانتُخبت لغرفة بوسطن التجارية في عام 1948.
تخصصت جوردان في الداء القرحي الهضمي وعلاج السرطان المعدي  وشجعت التدخلات الطبية بدلاً من التدخلات الجراحية وكثيراً ما أوصت بالعلاج المحافظ القائم على «الحمية الغذائية والترفيه والراحة» لمرضاها. عالجت بعضاً من المرضى المشاهير بمن فيهم هارولد روس مؤسس مجلة نيويوركر الذي شجع جوردان على المشاركة في كتابة كتاب عن الطبخ مع الصحفية شيلا هيبن وقد تم نشر الكتاب بعنوان «الطعام الجيد للمعدة السيئة» في عام 1951.

## حياتها لاحقاً وموتها
بدأت جوردان بكتابة عمود في صحيفة بعنوان «الصحة والسعادة» وذلك بعد تقاعدها من الممارسة الطبية في عام 1958. وقد عاشت في ماربلهيد ماساتشوستس مع زوجها الثاني بينفيلد ماور وهو سمسار بورصة تزوجته في عام 1935. لقد شخصت نفسها بسرطان القولون وهو المرض الذي أدى إلى وفاتها في 21 نوفمبر 1959 عن عمر يناهز 75 عاماً.